# 高都县
高都县，中国古县名。
秦置，范围大致为今晋城城区、泽州县、高平市和陵川县等地，治所在今山西省晋城市城区，属上党郡。两汉时范围缩小，析一部分置泫氏、阳阿二县，属上党郡。东晋改隶建兴郡，北魏时改建兴为建州，从北朝开始历为建州、高都郡、高平郡治所。隋朝开皇十八年（598年），改为丹川县，属泽州。 